# Zaslavje
Zaslavje (blr. Заслаўе; rus. Заславль) grad je u središnjoj Bjelorusiji u Minskoj oblasti. 
Nalazi se na oko 12 km sjeverozapadno od glavnoga grada Minska i dio je Minskog rajona.
Prema procjeni iz 2012. u gradu je živjelo 14.374 stanovnika.

## Zemljopis
Grad leži na mjestu gdje rijeka Svisloč ulazi u umjetno Zaslavsko jezero na oko 12 km sjeverozapadno od Minska. Kroz naselje prolazi željeznička pruga na relaciji Minsk – Maladzečna. Grad je dio urbanoga područja Minska s gradovima Fanipalj i Mačulišči.

## Povijest
Prema srednjovjekovnim ljetopisima, Zaslavje je 985. osnovao kijevski knez Vladimir I. Veliki koji je tu poslao u izgnanstvo svoju suprugu Rognedu i sina Izjaslava. Prema njegovom sinu Izjaslavu novo naselje je i dobilo ime.
Tijekom ranog srednjega vijeka grad je bio središte tadašnjega Zaslavskoga kneževstva. Godine 1959. administrativno je uređen kao grad u Minskog rajona, a službeni status grada ima od 14. kolovoza 1985. godine.